# オオカミゴケ
オオカミゴケ (Letharia vulpina) は、ウメノキゴケ科に属する地衣類の一種。種小名 vulpina はキツネを意味する。明るい黄緑色の樹状地衣で、ヨーロッパの一部と北米西部において針葉樹の樹皮に生育する。黄色の色素であるブルピン酸に起因する毒性があり、歴史的にはオオカミやキツネに対して用いられていた。また、多くの北米先住民によって染料や塗料としても利用されていた。

## 形態
樹状地衣で、葉状体は密に分岐する。色は明るい黄色から黄緑色だが、乾燥すると褪せていく。直径は通常2-7 cm。栄養生殖器官として、葉状体表面に針芽と粉芽が多数存在する。

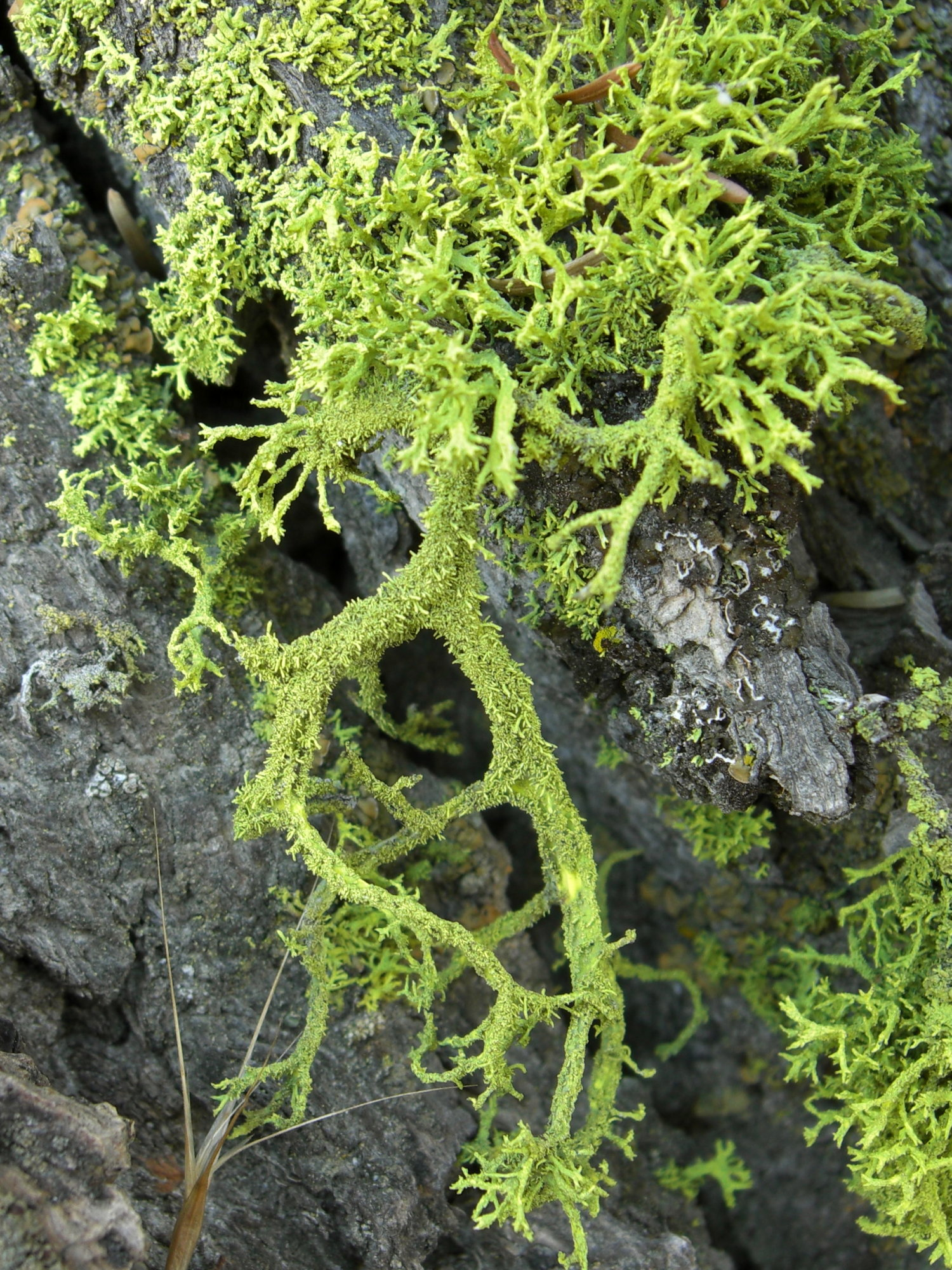
表面を密に覆う栄養生殖器官

## 生理
ほとんどの地衣類と同様、低温や凍結に対する高い耐性がある。ある実験では15時間の冷凍を経ても生存し、12分の解凍後には光合成を再開した。解凍中に氷点下でも光合成を再開したことから、冬季においても活動していることが示唆される。

## 分布、生態
北米では太平洋岸北西部全域に自生する。樹皮を失った裸の枝によく見られ、古い湿潤な森林では比較的乾いた場所に生育することが多い。大気汚染への感受性は中程度。ロッキー山脈において Letharia 属の種は、低地においては草原と森林の境界にあるポンデローサマツ林で、高地においてはベイマツやコントルタマツ林で見られる。

## 利用
北西高原地帯のインディアンの中には、本種を腫れ、打撲、爛れ、できものに対して湿布として用いたり、出血を止める煎じ薬としたりする部族があった。
鮮やかな色の子実体はフラワーアレンジメントにも用いられる。

### 染料
カリフォルニアの先住民クラマス族においては、ヤマアラシの棘を本種から得られる黄緑色の抽出液に浸して黄色に染め、籠に編み込むことが行われていた。

本種に含まれる有毒の染料、ブルピン酸

### 毒
ベンジャミン・スティリングフリートの Miscellaneous Tracts Relating to Natural History, Husbandry and Physics (London, 1759) において収集された、Christoph Gednerの"Of the use of curiosity"によると、本種をオオカミやキツネに対して毒として用いる慣習には数百年の歴史がある。イギリスの地衣類学者であるアニー・ローレン・スミスによると、トナカイの死骸に本種とガラスの粉末を詰めることで、鋭いガラスがそれを摂取した動物の内臓を傷付け毒性が表れやすくなる。しかし、死骸に本種の粉末を混入した脂肪を詰めただけでも、それを摂取したオオカミにとって致命的であることが知られている。有毒成分は黄色の染料であるブルピン酸で、全ての肉食動物にとって有毒であるがネズミやウサギには効果がない。

## 近縁種
近縁種である Letharia columbiana は針芽と粉芽を欠くが、通常子嚢盤を有する。また、本種より分岐が少ない。

## 画像

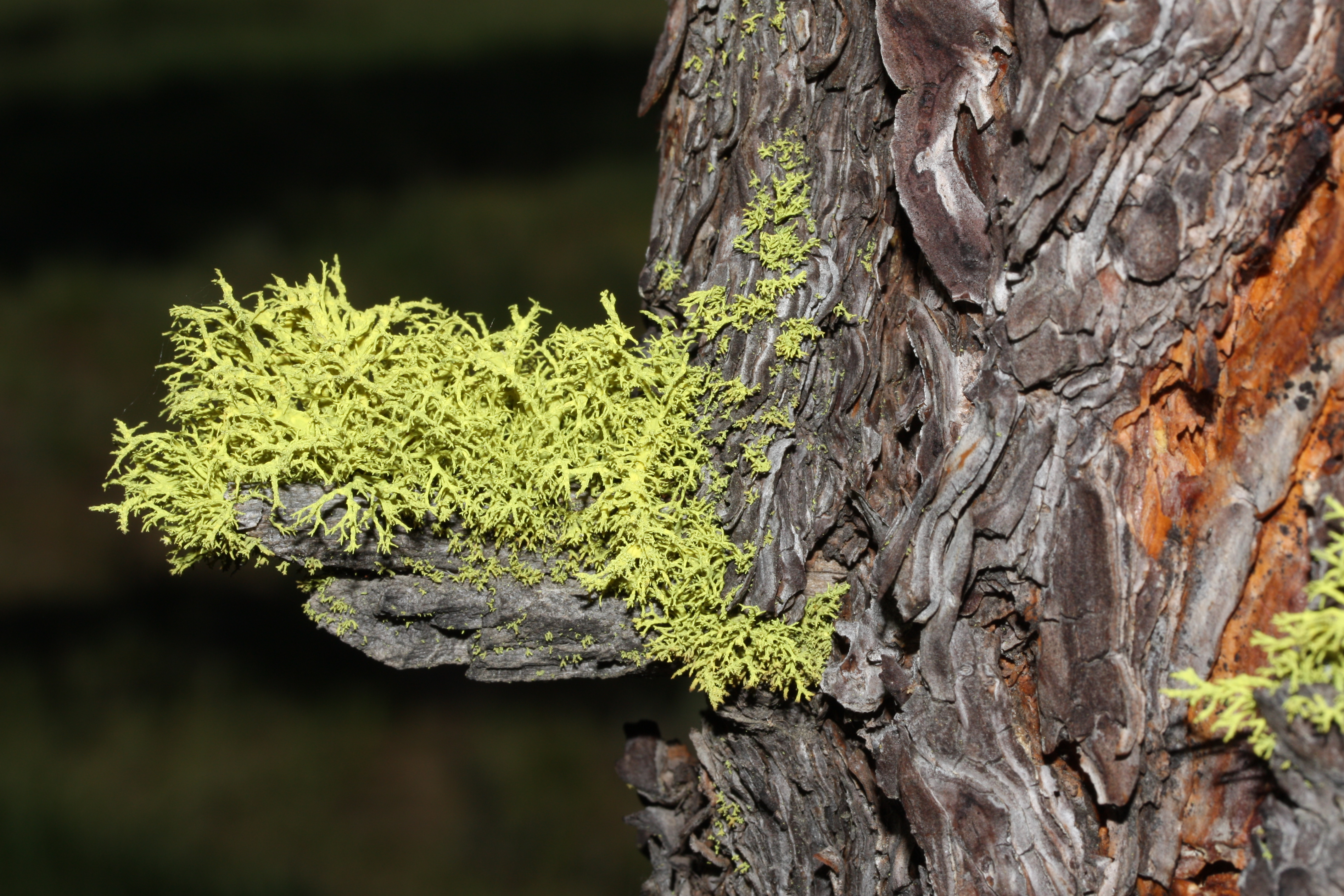
近縁種の Letharia columbiana と異なり、子嚢盤を持たず針芽と粉芽を有する
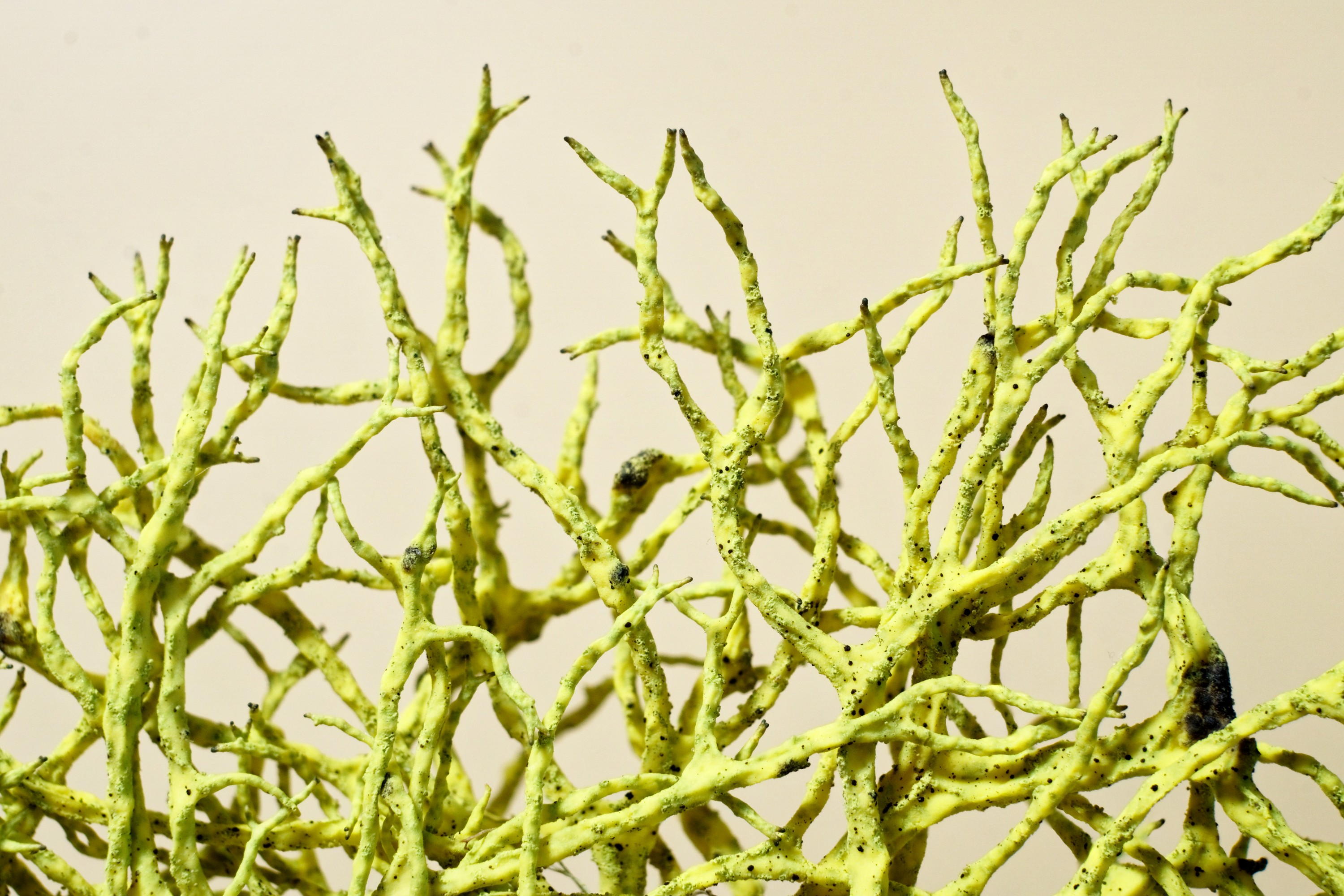
拡大写真（オレゴン州フッド山）